# La Palma d'Ebre
La Palma d'Ebre är en kommun i Spanien.   Den ligger i provinsen Província de Tarragona och regionen Katalonien, i den östra delen av landet, 400 km öster om huvudstaden Madrid. Antalet invånare är 396. Arean är 38 kvadratkilometer. La Palma d'Ebre gränsar till Vinebre, Flix, La Bisbal de Montsant och Cabacés. 
Terrängen i La Palma d'Ebre är huvudsakligen platt, men söderut är den kuperad.